# Теодорув (Зволенський повіт)
Теодорув (пол. Teodorów) — село в Польщі, у гміні Полічна Зволенського повіту Мазовецького воєводства.
Населення — 177 осіб (2011).
У 1975-1998 роках село належало до Радомського воєводства.

## Демографія
Демографічна структура станом на 31 березня 2011 року:
|          | Загалом | Допрацездатний вік | Працездатний вік | Постпрацездатний вік |
| -------- | ------- | ------------------ | ---------------- | -------------------- |
| Чоловіки | 86      | 17                 | 54               | 15                   |
| Жінки    | 91      | 17                 | 47               | 27                   |
| Разом    | 177     | 34                 | 101              | 42                   |